# Bytjärnet (Köla socken, Värmland)
Bytjärnet är en sjö i Eda kommun i Värmland och ingår i Göta älvs huvudavrinningsområde. Sjön är 6 meter djup, har en yta på 0,173 kvadratkilometer och är belägen 110,1 meter över havet. Sjön avvattnas av vattendraget Buvattsälven.

## Delavrinningsområde
Bytjärnet ingår i det delavrinningsområde (662672-130155) som SMHI kallar för Mynnar i Ränken. Medelhöjden är 197 meter över havet och ytan är 29,92 kvadratkilometer. Det finns ett avrinningsområde uppströms, och räknas det in blir den ackumulerade arean 54,93 kvadratkilometer. Buvattsälven som avvattnar avrinningsområdet har biflödesordning 3, vilket innebär att vattnet flödar genom totalt 3 vattendrag innan det når havet efter 299 kilometer. Avrinningsområdet består mestadels av skog (79 procent). Avrinningsområdet har 1,03 kvadratkilometer vattenytor vilket ger det en sjöprocent på 3,4 procent.